# Future Memories
Future Memories è il settimo album in studio del DJ tedesco ATB, pubblicato nel 2009.

## Tracce
Disco 1
1. L.A. Nights
2. What About Us (Feat. Jan Löchel)
3. Swept Away (Feat. Roberta Carter Harrison dei Wild Strawberries)
4. A New Day (Feat. Betsie Larkin)
5. My Everything (Feat. Tiff Lacey)
6. Summervibes with 9PM
7. Gravity (Feat. Haley Gibby dei Summer of Space)
8. ATB pres. Josh Gallahan: Luminescence
9. ATB pres. Flanders: Behind
10. Future Memories
11. Still Here (Feat. Tiff Lacey)
12. My Saving Grace (Feat. Aruna)
13. Terra 260273
14. ATB pres. Jades: Communicate (Feat. Jan Löchel)

Disco 2
1. Talismanic
2. Missing (feat. Tiff Lacey)
3. Horizon
4. Voices
5. ATB pres. Flanders: Behind (ATB's Ambient Version)
6. ATB pres. Apple & Stone: Authentic Reaction
7. Careless
8. Twilight
9. Listen To Me
10. Living Life Over
11. Silent Meaning
12. Malibu Road